# Liste der Nummer-eins-Hits in den Cash Box Charts (1995)
Diese Liste enthält alle Nummer-eins-Hits in den amerikanischen Cash Box Charts im Jahr 1995. Es gab in diesem Jahr elf Nummer-eins-Singles.
| Singles |
| --- |
| - Boyz II Men – On Bended Knee - 11 Wochen (3. Dezember 1994 – 17. Februar 1995) - Madonna – Take a Bow - 8 Wochen (18. Februar – 14. April) - Dionne Farris – I Know - 6 Wochen (15. April – 26. Mai) - Boyz II Men – Water Runs Dry - 5 Wochen (27. Mai – 30. Juni) - Bryan Adams – Have You Ever Really Loved a Woman? - 1 Woche (1. Juli – 7. Juli) - TLC – Waterfalls - 7 Wochen (8. Juli – 25. August, insgesamt 8 Wochen; → 1996) - Seal – Kiss from a Rose - 1 Woche (26. August – 1. September) - Michael Jackson – You Are Not Alone - 2 Wochen (2. September – 15. September) - Coolio feat. L.V. – Gangsta’s Paradise - 3 Wochen (16. September – 6. Oktober) - Mariah Carey – Fantasy - 9 Wochen (7. Oktober – 8. Dezember) - Mariah Carey & Boyz II Men – One Sweet Day - 11 Wochen (9. Dezember 1995 – 23. Februar 1966) |